# Tephrodornithidae
Famille
Les Tephrodornithidae sont une ancienne famille de passereaux qui était constituée de trois genres et de huit espèces.

## Taxonomie
En 2018, le Congrès ornithologique international a décidé de rattacher les trois genres (Hemipus, Tephrodornis et Philentoma) à la famille des Vangidae.